# Gioco all'alba
Gioco all'alba è un racconto scritto da Arthur Schnitzler nel 1927, quando aveva superato i sessant'anni. Il denaro - 11.000 fiorini - è il mezzo che conduce il tenente Willi dall'amore alla morte, da una vita spensierata, piena di leggerezza e di pregiudizi infondati, alla tragica consapevolezza della vanità di tutti i suoi propositi.

## Origine
Scritto tra Doppio sogno e Therese (il secondo degli unici due romanzi di Schnitzler), Gioco all'alba cristallizza in un attimo senza tempo tutta la dialettica irrisolta tra l'Ancien Régime monarchico e militarista - di cui Willi aspira a far parte, più per mancanza di coraggio che per convinzione - e le pulsioni del nuovo secolo che stanno per travolgere l'intero apparato della monarchia asburgica, con i suoi riti ipocondriaci. Anticipando così il più esplicito sarcasmo di Musil e affiancandosi ai racconti psicologicamente complessi e moralmente ambigui dei suoi contemporanei Roth, Kafka e Rilke. L'unico vero torto di Willi è essere nato a cavallo tra due epoche. Come Franz Tunda o Tarabas di Roth e Ulrich di Musil, tre dei molti compagni di sventure che - proiettati in una nuova dimensione sconosciuta - finiscono preda di uomini ambigui e senza scrupoli, come Willi viene irretito dal Console Schnabel e da Leopoldine.

## Struttura

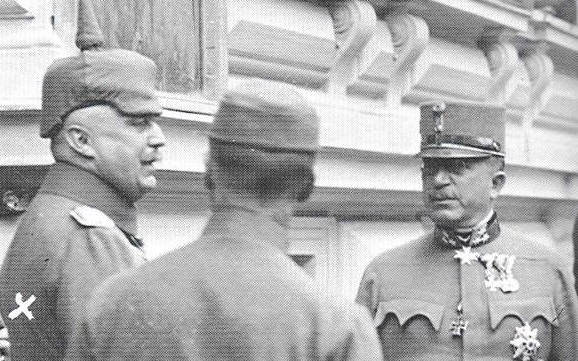
Ufficiali asburgici con Ludendorff, ca. 1900

È un racconto breve, che si sviluppa in un giorno e mezzo, costretto dentro i limiti di una ferrea legge dell'onore militare, per cui i debiti di gioco devono essere saldati entro le ventiquattr'ore. La narrazione avviene secondo lo schema del flusso di pensiero e monologo interiore, di cui Schnitzler è maestro.

## Personaggi principali
- Tenente Willi Kasda - rappresenta un ufficiale spiantato che, come molti altri protagonisti di romanzi dello stesso periodo, di Roth, Kafka, Rilke Musil, nel declino della Felix Austria, si trova sprovvisto dei mezzi - prima di tutto psicologici - per affrontare le nuove realtà del secolo[4].
- Console Schnabel - il Diavolo: è descritto come misterioso e minaccioso. Si veste di nero: "Il cameriere appese il cappotto del Console, lungo, nero, senza maniche ... con una giacca attillata con colletto di velluto ...[5] e agisce misteriosamente: "La gente sapeva poco del Console Schnabel, era stato Console di un piccolo Paese del Sud America[5]" Mentre gli altri sono quindi più cauti, Willi ingenuamente cade nelle sue trappole, "e quando Willi ancora una volta si voltò, vide che era solo l'occhio del Console a seguirlo: con uno sguardo freddo, che rapidamente alzava dalle carte[5]" Quando Willi non ha più soldi è il Console, tentatore, che gliene offre senza limiti: "Il Console aveva spinto verso di lui due mazzette di biglietti, apparentemente senza contarle... si serva pure, Signore[5]'", Quasi come in un patto con il diavolo, la colpa di Willi può essere riscattata solo con la morte.
- Zio Robert Wilram - travolto dalla passione per la fioraia Leopoldine, ex amante di Willi per una notte, la sposa e le intesta tutta la sua fortuna diventandone dipendente.
- Otto von Bogner - amico di Willi, ex ufficiale radiato per debiti di gioco, ha rubato gli incassi della ditta in cui lavora e chiede all'amico di prestargli 1.000 fiorini. La causa scatenante della tragedia che sta per abbattersi su Willi.

## Trama

### Baden, la partita

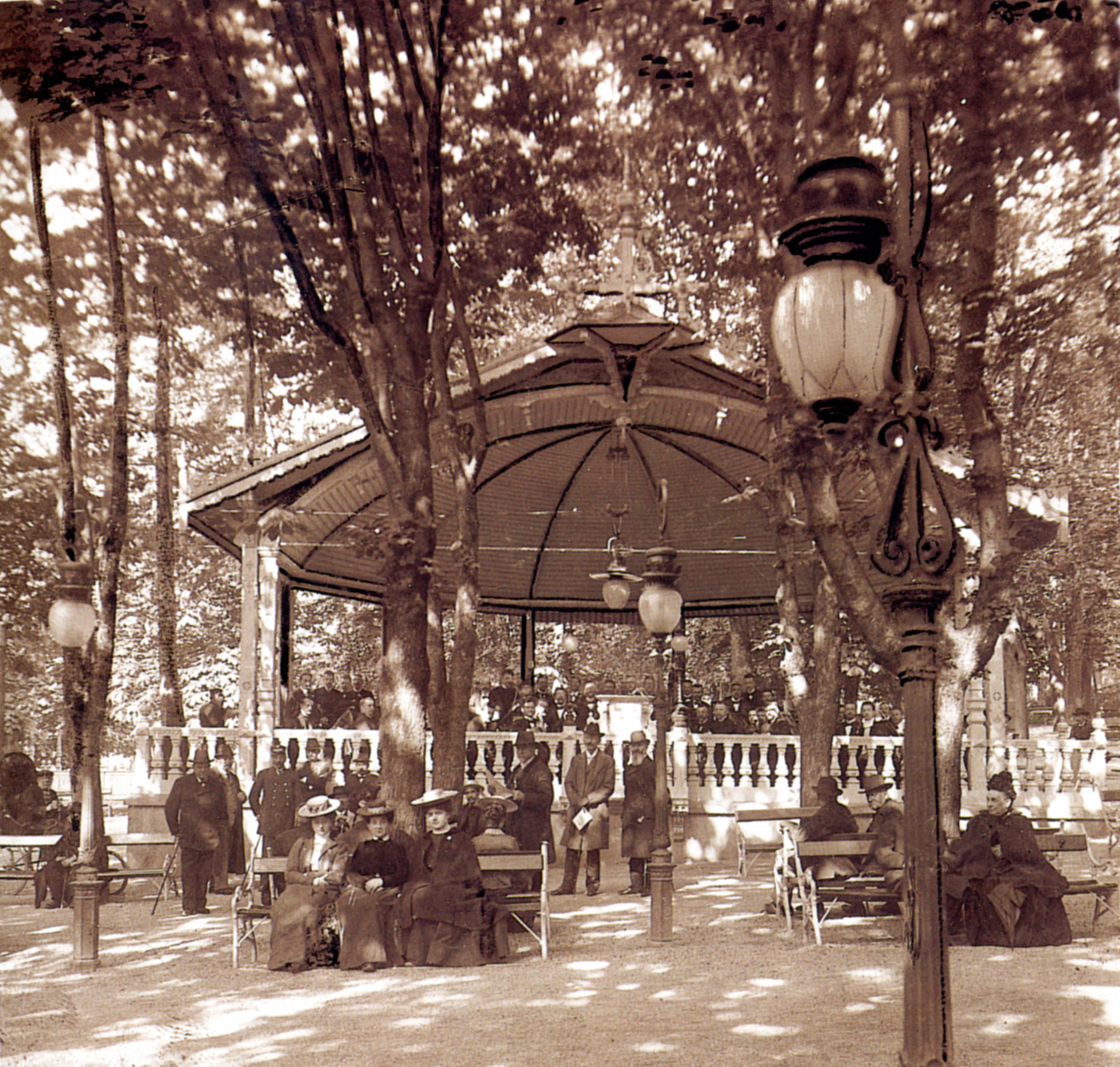
Padiglione della musica - Baden ca. 1900

Una domenica mattina il tenente William Kasda - Willi - riceve una visita inaspettata: l'ex tenente Otto von Bogner, caduto in disgrazia e radiato dall'esercito per debiti di gioco, gli chiede 960 fiorini, per ripagare un ammanco di cassa".
Willi in tasca ha solo 120 fiorini ma prende lo stesso su di sé la responsabilità del debito dell'amico. Prima si reca presso la famiglia Kessner, poi raggiunge il Café Schopf di Baden, dove inizia una partita a Chemin de fer, che finirà solo all'alba del giorno dopo. La descrizione della lunga partita a carte, che dura dalle 10 di sera fino alle 4 di mattina, racconta la storia di tutte le debolezze, le aspirazioni spezzate, i desideri del sottotenente Willi. Vince più di quanto gli serve per prestare i mille fiorini all'amico ma, preso dal gioco, insiste e continua a vincere. A metà serata, quando potrebbe alzarsi e andarsene, sta vincendo oltre 4.000 fiorini. Il Console gli propone di giocare ancora un po' e lo rassicura: lo farà accompagnare in stazione dal suo cocchiere, in tempo per prendere l'ultimo treno che rientra a Vienna. Ma il treno è partito con mezzo minuto di anticipo e Willi non è arrivato in tempo. Torna al tavolo, si risiede. Inizialmente con tutti i buoni propositi di giocare poco e preservare la vincita. Poi inizia a giocare sempre più forte, senza badare ai soldi che perde, accettando sventatamente quelli che il Console gli presta. Alla fine si ritrova con un debito di 11.000 fiorini, che dovrà pagare entro mezzogiorno del giorno dopo. Una somma impossibile per le sue finanze, a meno che lo zio Wilram lo aiuti. Non è molto incoraggiato dagli ultimi avvenimenti: infatti lo zio - che fino a un po' di tempo prima gli aveva versato un discreto vitalizio - da un po' gliel'ha sospeso e, alle tre lettere di Willi, non ha risposto se non con un lacononico biglietto, in cui dichiarava di essere impossibilitato a far fronte all'impegno. Nelle precedenti visite si era fatto negare, nonostante Willi l'avesse scorto dietro una tenda. Perciò, quando rientra a Vienna, approfittando del passaggio in carrozza, offertogli dal Console che gli si dimostra amico, Willi cerca di ottenere una dilazione del pagamento. Ma Schnaubel è fermissimo: dovrà pagare entro domani o sarà deferito al comando della compagnia che, come già per il tenente Otto von Bogner, lo radierà dai ranghi degli ufficiali.

### Vienna, lo zio
Va dallo zio, viene ricevuto con una certa freddezza. Fa la sua richiesta ma lo zio, agitato, gli spiega che non possiede più nulla: ha intestato la sua intera fortuna alla moglie. Poco a poco Willi verrà scoprendo l'identità di questa donna: una fioraia di facili costumi, con cui lui stesso aveva passato una notte alcuni anni prima. Lo zio gli spiega che ora dipende interamente da lei e - ogni volta che ha provato a chiederle qualche soldo extra - l'ex fioraia si è rivoltata come una vipera, minacciando di chiudere per sempre con lui.

### L'onore, il suicidio
Sorpreso ma anche lusingato da questo strano scherzo del destino, che lo mette nelle mani di una donna, con cui si era comportato con condiscendenza, considerandola a malapena l'oggetto di una piacevole notte nella "povera locanda dalla persiane sconnesse", Willi si reca al suo indirizzo e vi trova una fredda donna d'affari che gli nega qualsiasi possibile aiuto. Ma a tratti civetta con lui e, promettendogli di andare a trovarlo più tardi, gli lascia sperare qualcosa. Effettivamente Leopoldine si concede a Willi, nel suo alloggio in caserma. La mattina si alza prima di lui e - completamente vestita, con la mano sulla maniglia - gli lascia 1.000 fiorini come pagamento per la prestazione sessuale della notte. Willi si ricorda di aver lasciato a sua volta sul comodino di Leopoldine 10 fiorini come mancia non richiesta per la notte che lei pensava di avergli donato per amore. La donna quindi si vendica e se ne va. Willi fa recapitare i 1.000 fiorini all'amico Otto - che così paga in tempo il suo debito - e poi si spara un colpo alla tempia. Sopraggiunge il medico del reggimento che ne accerta il decesso, e - subito dopo - lo zio Wilram che, ormai troppo tardi, ha portato 11.000 fiorini. Li mostra al cadavere di Willi, riverso sul divano in pelle "come se davvero potesse farlo ritornare in vita". Andandosene Wilram annusa il profumo familiare di Leopoldine, sua moglie nonostante tutto, e scorge i piatti con gli avanzi di una cena per due. Colto da un terribile sospetto chiede all'attendente con chi avesse cenato Willi l'ultima sera. Questi, mentendo, dichiara fermamente sull'attenti: "fino a tarda notte... con un altro ufficiale" Una sorta di patetico ultimo saluto a Willi e alle sue inutili trame.

Imperial Standard of Austria (1828-Late 19th Century)

## Recensioni
- Sorprendentemente... i temi universali della vita sono tutti qui: il desiderio di appagamento erotico, la fragilità dell'amore, il desiderio di ricchezza, e la brutalità della morte... queste storie sono solide come una roccia. (Publishers Weekly)
- Una delle voci più caratteristiche ed interessanti del primo movimento modernista, si sente di nuovo in questa elegante novella, perversamente comica, profondamente inquietante. (Kirkus Reviews)

## Il fascino del gioco
Oltre al potere distruttivo del denaro, Schnitzler subisce il fascino distruttivo del gioco cui erige un impressionante monumento. Willi, che inizia a giocare con cautela, gioca "fino a quando perde il controllo su se stesso" Vuole smettere ma, al tempo stesso, "sente un irrefrenabile desiderio - veramente infernale - di continuare a giocare ..." Alla fine, come in stato di trance vede se stesso giocare: " Era lui che aveva parlato? Le sue parole? La sua voce?" Solo quando il gioco è finito, riprende conoscenza e si rende conto "che ha perso completamente la testa, che da un quarto d'ora era come irresponsabile"

## Significato letterario
Anche se si svolgono sullo sfondo del tramonto dell'impero asburgico, le storie di Schnitzler sono sorprendentemente contemporanee. Vi sono sviluppati i temi universali della vita, il desiderio di appagamento erotico, la fragilità dell'amore, il desiderio di ricchezza e la brutalità della morte. L'importanza dei sogni o degli stati di trance, i monologhi interiori e le trame rivelatrici, sono tecniche innovative che Schnitzler padroneggia da maestro per svolgere i temi preferiti dei suoi racconti.

## Adattamenti cinematografici
- La piccola amica (1931)
- È in preparazione il film di Andrea Bolognini - Tipologia: lungometraggio - Paese: Italia - Produzione: MDL Creations - Titolo originale: Gioco all'Alba di cui ancora non si conosce la data di presentazione[6].
- Film per la TV con la regia di Götz Spielmann[7]